# Olios hoplites
Olios hoplites là một loài nhện trong họ Sparassidae.
Loài này thuộc chi Olios. Olios hoplites được Lodovico di Caporiacco miêu tả năm 1941.